# Fort Vallières
Het Fort Vallières is een vestingwerk in de tot het Noorderdepartement behorende plaats Koudekerke-Dorp. Het fort moest de Havendijk (Canal de Bergues) beschermen tegen vijanden.

## Geschiedenis
In 1657 bouwde het Leger van Vlaanderen op deze plaats een redoute, het Fort Saint-François. Deze werd in 1658 veroverd door Turenne, in het kader van de Slag bij Duinkerke. Door Vauban werd het fort in 1676 uitgebreid tot een compleet vestingwerk. Naast de oude, door de Spanjaarden gebouwde, kazernes kwamen er nieuwe kazernes, magazijnen voor wapens en munitie, kazematten, een bakkerij, een officiersverblijf en een kapel met aalmoezeniersverblijf. Nu heette het: Fort Vallières.
In 1756 werd het fort gemoderniseerd onder leiding van Adam Jean Le Beuf. Tijdens de Franse Revolutie kreeg het de naam Fort français.
Formeel kwam het fort in 1889 buiten bedrijf, maar tijdens de Eerste Wereldoorlog diende het als militair communicatiecentrum en van 1918 tot 1940 diende het als radiostation voor de marine. In 1940 werd het gedeeltelijk verwoest. In 1961 kwam het aan de dienst der domeinen en in 1967 kwam het in bezit van de stad Duinkerke.

## Omgeving
In de nabije omgeving van het fort vindt men in het westen het Canal de Bergues, en in de directe nabijheid een golfterrein en het Bois des Forts.